# František Keruľ
František Keruľ (* 4. září 1953) je bývalý slovenský fotbalista, útočník.

## Fotbalová kariéra
V československé lize hrál za Lokomotívu Košice. Nastoupil ve 2 ligových utkáních. Gól v lize nedal. V sezoně 1970/71 se stal s Lokomotívou Košice dorosteneckým mistrem Československa.

## Ligová bilance
| Ročník                                   | Zápasy | Góly | Klub              |
| ---------------------------------------- | ------ | ---- | ----------------- |
| 1. československá fotbalová liga 1976/77 | 2      | 0    | Lokomotíva Košice |
| CELKEM 1. liga                           | 2      | 0    |                   |